# Arthur Rowe (athlétisme)
Pour les articles homonymes, voir Rowe.
Arthur Rowe (né le 17 août 1935 à Barnsley et mort le 13 septembre 2003 dans cette même ville) est un athlète britannique, spécialiste du lancer du poids.

## Biographie
En 1958, Arthur Rowe remporte la médaille d'or des championnats d'Europe de Stockholm avec un lancer à 17,68 m, devant le Soviétique Viktor Lipsnis et le Tchécoslovaque Jiří Skobla. Lors de cette même saison, il s'adjuge le titre du lancer du poids des Jeux de l'Empire britannique et du Commonwealth, à Cardiff (17,57 m).
Il participe aux Jeux olympiques de 1960, à Rome, mais ne franchit pas le stade des qualifications.

### Palmarès
| Date | Compétition                                     | Lieu      | Résultat | Épreuve         | Performance |
| ---- | ----------------------------------------------- | --------- | -------- | --------------- | ----------- |
| 1958 | Championnats d'Europe                           | Stockholm | 1er      | Lancer du poids | 17,78 m     |
| 1958 | Jeux de l'Empire britannique et du Commonwealth | Cardiff   | 1er      | Lancer du poids | 17,57 m     |

### Records
| Épreuve         | Performance | Lieu      | Date        |
| --------------- | ----------- | --------- | ----------- |
| Lancer du poids | 19,56 m     | Mansfield | 7 août 1961 |